# コミックガルド
コミックガルド（COMIC GARDO）は、オーバーラップが運営するウェブコミック配信サイト。2016年12月22日開設。同社のWebコミックサイト『オーバーラップComicONLINE』を前身としている。

## 概要
2013年6月より『オーバーラップ文庫』の公式サイトにてWeb漫画が連載されている。2015年8月21日には『オーバーラップComicONLINE』がリニューアルオープンした。その後2016年12月22日に『コミックガルド』として創刊。
同社のライトノベルレーベルである『オーバーラップ文庫』『オーバーラップノベルス』の作品をコミカライズしたものが連載作品の大半を占めるが、一部オリジナル作品や他社レーベルからのコミカライズ作品も存在する。
自社サイト以外に、ニコニコ静画内に『火曜日のコミックガルド』（毎週火曜日更新）を開設しており、一部作品についてはそちらでも連載されている。
オープン当初は原則として毎月10日/25日の月2回更新だったが、2019年7月にリニューアルを行い毎週金曜日更新となった。

## コミックガルド＋
2021年11月4日より、公式マンガアプリ『コミックガルド＋』（ - プラス）が配信開始。開始時より前に連載されていた『コミックガルド』の作品の再配信と共に、こちら（『コミックガルド＋』）で最新話が先行配信されるようになり『コミックガルド』では後に掲載されるようになった。

## 連載中の作品
※2021年4月現在。
- ありふれた職業で世界最強（原作：白米良、キャラクター原案：たかやKi、作：RoGa）
  - ありふれた日常で世界最強（原作：白米良、キャラクター原案：たかやKi、作：森みさき）
  - ありふれた学園で世界最強（原作：白米良、キャラクター原案：たかやKi、作：森みさき）
  - ありふれた職業で世界最強 零（原作：白米良、キャラクター原案：たかやKi、作：神地あたる）
- 暗殺者である俺のステータスが勇者よりも明らかに強いのだが（原作：赤井まつり、キャラクター原案：東西、作：合鴨ひろゆき）
- 異世界でスローライフを（願望）（原作：シゲ、キャラクター原案：オウカ、作：長頼）
- 異世界魔法は遅れてる!（原作：樋辻臥命、作：COMTA）
- 異世界迷宮の最深部を目指そう （原作：割内タリサ、キャラクター原案：鵜飼沙樹、作：左藤圭右）
- 生まれ変わった《剣聖》は楽をしたい（原作：笹塔五郎、キャラクター原案：あれっくす、作：鉄田猿児）
- Sランク冒険者である俺の娘たちは重度のファザコンでした（原作：友橋かめつ、原作イラスト：希望つばめ、漫画：しゅにち）
- 王女殿下はお怒りのようです （原作：八ツ橋皓、キャラクター原案：凪白みと、作：四つ葉ねこ）
- 俺の前世の知識で底辺職テイマーが上級職になってしまいそうな件（原作：可換環、キャラクター原案：カット、作：にわリズム）
- 骸骨騎士様、只今異世界へお出掛け中（原作：秤猿鬼、キャラクター原案：KeG、作：サワノアキラ）
- 影の宮廷魔術師〜無能だと思われていた男、実は最強の軍師だった〜（原作：羽田遼亮、キャラクター原案：黒井ススム、作：白石琴似）
- 騎士譚は城壁の中に花ひらく（ゆづか正成）
- 境界迷宮と異界の魔術師（原作：小野崎えいじ、キャラクター原案：鍋島テツヒロ、作：ばう）
- 黒の召喚士（原作：迷井豆腐、キャラクター原案：黒銀、作：天羽銀）
- 現実主義勇者の王国再建記（原作：どぜう丸、キャラクター原案：冬ゆき、作：上田悟司）
- 壊れスキルで始める現代ダンジョン攻略（原作：君川優樹、作：すたーきー）
- 最凶の支援職【話術士】である俺は世界最強クランを従える（原作：じゃき、作：やもりちゃん）
- 最果てのパラディン（原作：柳野かなた、キャラクター原案：輪くすさが、作：奥橋睦）
- サラリーマンが異世界に行ったら四天王になった話 （原作：ベニガシラ、作：村光）
- 信者ゼロの女神サマと始める異世界攻略（原作：大崎アイル、キャラクター原案：Tam-U、作：しろいはくと）
- 世界は終わっても生きるって楽しい（鳥取砂丘）
- 絶対に働きたくないダンジョンマスターが惰眠をむさぼるまで （原作：鬼影スパナ、キャラクター原案：よう太、作：七六）
- 追放者食堂へようこそ! 〜最強パーティーを追放された料理人（Lv.99）は、田舎で念願の冒険者食堂を開きます!〜（原作：君川優樹、キャラクター原案：がおう、作：つむみ）
- 月50万もらっても生き甲斐のない隣のお姉さんに30万で雇われて「おかえり」って言うお仕事が楽しい（原作：黄波戸井ショウリ、原作イラスト：アサヒナヒカゲ、作：野地貴日）
- 底辺領主の勘違い英雄譚（原作：馬路まんじ、キャラクター原案：ファルまろ、作：ぱらボら）
- 転生したらオレがヒロインであいつが勇者だった（みずのもと）
- とんでもスキルで異世界放浪メシ（原作：江口連、キャラクター原案：雅、作：赤岸K）
  - とんでもスキルで異世界放浪メシ スイの大冒険 （原作：江口連、キャラクター原案：雅、作：双葉もも）
- 二度と家には帰りません!（原作：みりぐらむ、キャラクター原案：ゆき哉、作：遊喜じろう）
- 望まぬ不死の冒険者（原作：丘野優、キャラクター原案：じゃいあん、作：中曽根ハイジ）
- 拝啓「氷の騎士とはずれ姫」だったわたしたちへ（原作：八色鈴、作：由姫ゆきこ）
- 外れスキル【地図化（マッピング）】を手にした少年は最強パーティーとダンジョンに挑む （原作：鴨野うどん、キャラクター原案：雫綺一生、作：SAVAN）
- ハズレ枠の【状態異常スキル】で最強になった俺がすべてを蹂躙するまで （原作：篠崎芳、キャラクター原案：KWKM、作：鵜吉しょう、構成：内々けやき）
- ひとりぼっちの異世界攻略（原作：五示正司、作：びび）
- 不死者の弟子 〜邪神の不興を買って奈落に落とされた俺の英雄譚〜（原作：猫子、キャラクター原案：緋原ヨウ、作：かせい）
- フシノカミ〜辺境から始める文明再生記〜（原作：雨川水海、キャラクター原案：大熊まい、漫画：黒杞よるの）
- ブラックな騎士団の奴隷がホワイトな冒険者ギルドに引き抜かれてSランクになりました（原作：寺王、キャラクター原案：由夜、漫画：ハム梟
- 暴食妃の剣（作：猫子、漫画：もちろんさん）
- 魔王様の街づくり!〜最強のダンジョンは近代都市〜（原作：月夜涙、作：吉川英朗）
- 剥かせて!竜ケ崎さん（一智和智）
- ループ7回目の悪役令嬢は、元敵国で自由気ままな花嫁生活を満喫する（原作：雨川透子、原作イラスト：八美☆わん、作：木乃ひのき）
- ルベリア王国物語〜従弟の尻拭いをさせられる羽目になった〜（原作：紫音、作：螢子）
- Lv2からチートだった元勇者候補のまったり異世界ライフ（原作：鬼ノ城ミヤ、キャラクター原案：片桐、作：糸町秋音）
- ワールド・ティーチャー -異世界式教育エージェント-（原作：ネコ光一、キャラクター原案：Nardack、作：吉乃そら）
- 追放されたS級鑑定士は最強のギルドを創る （原作：瀬戸夏樹、キャラクター原案：ふーろ、作：霜月なごみ）

## 過去に連載されていた作品
- ISシュガー&ハニー（原作：弓弦イズル、作：ひつじたかこ）
- ISブラック・バニー/ホワイト・ビター（原作：弓弦イズル、作：びび）
- 異世界保育園を開きました 〜父性スキルで最強ロリ精霊たちはデレデレです〜（原作：友橋かめつ、キャラクター原案：あまちゃ、作：Nokko）
- 黒鐵のイド（原作：秀章、原案・漫画：黒銀）
- こわもてかわもて（小雨大豆）
- BanG Dream! ガールズバンドパーティ! Roselia Stage（原作：Craft Egg/ブシロード、作：毒田ペパ子）
- 自殺したい女勇者に魔王が困らされています!（ぶしやま）
- ティアのスペシャリテ〜新米記者のグルメコラム〜（七六）
- 魔法使いのおしごと（原作：天酒之瓢、作：masato）
- うちのアパートの妖精さん（あまからするめ）

## アニメ化作品
| 作品                                           | 放送年 | アニメーション制作 | 備考 |
| ---------------------------------------------- | ------ | ------------------ | ---- |
| サラリーマンが異世界に行ったら四天王になった話 | 2025年 | GEEKTOYS CompTown  |      |